# 塚本哲 (社会福祉家)
塚本 哲（つかもと てつ、1901年1月8日 - 1980年8月1日）は、社会福祉家。
島根県生まれ。幼名・僧哲。東洋大学社会福祉学科卒。1923年、関東大震災の時、日比谷公園で被災した子供らの相談に当たる。卒業後、知的障害者施設藤倉学園の研修生となる。のち本所のスラム街へセツラーとして入り、東京市社会局勤務。戦後東京都民生局調査室に勤務し、東京都新宿生活館初代館長。老人福祉事業に取りくみ、老人クラブの結成などに関わる。1956年定年、東洋大学社会学部教授、佛教大学教授、東北福祉大学教授。

## 著書
- 『社会福祉』学陽書房 公務員実務選書 1953
- 『赤いサンダル 社会福祉ノート』理想社 1955
- 『心の相談室 カウンセリングと人間性』誠信書房 1964
- 『社会福祉原理論』ミネルヴァ書房 1972
- 『ぽっくりさん信仰』保健同人大渡順二研究所 1976
- 『老人と子ども 世代の流れをつなぐ』ミネルヴァ書房 OP叢書 1978
- 『私と社会福祉 先覚に学ぶ』日常出版 1981

### 共編著・監修
- 『社会福祉 改訂新版』村田松男,中井保行共著 学陽書房 1957
- 『第三の人生 中年からのからだと暮し』関増爾共著 日本評論新社 1958
- 『社会福祉入門』編著 学陽書房 1960
- 『老人社会福祉』共著 ミネルヴァ書房 社会事業新書 1967
- 『老人と性』間宮武、千葉裕典共監修 日常出版 1975